# 三翅稈磚子苗
三翅稈磚子苗（学名：Cyperus trialatus）为莎草科莎草属下的一个种。